# Лойодиче, Северино
Севери́но Лойодиче (итал. Severino Lojodice; 25 октября 1933, Милан — 18 сентября 2023) — итальянский футболист, играл на позиции полузащитника.

## Биография

### Игровая карьера
На ранних этапах карьеры играл за клубы «Фанфулла» и «Кремонезе». В 1955 году перешёл в клуб Серии B «Монца». Дебютировал за «Монцу» в 1-м туре 18 сентября 1955 года в матче с «Комо» — «Монца» выиграла тот матч со счётом 2:1. За «Монцу» Лойодиче отыграл один сезон, сыграл 24 матча и забил 11 голов, став игроком открытия Серии B.
В 1956 году Лойодиче перешёл в «Рому» и принимал участие в турне по Венесуэле. Дебютировал в Серии A в 1-м туре сезона 1956/1957 16 сентября 1956 года в гостевом матче с «Дженоа» (1:1). Всего в составе «джаларосси» отыграл три сезона и сыграл во всех турнирах 96 матчей и забил 24 гола. В сезоне 1958/59 он забил 11 голов и стал вторым бомбардиром «Ромы» по итогам сезона.
В 1959 году перешёл в «Ювентус», в составе которого отыграл один сезон. В составе «старой синьоры» выиграл чемпионский титул и Кубок Италии в 1960 году. В том же году перешёл в «Сампдорию», за которую в Серии A сыграл 22 матча и не забил ни одного гола. В 1961 году перешёл в «Брешию», за которую играл два сезона.
В 1966 году перешёл в «Про Сесто», в составе которого отыграл два сезона и в 1968 году завершил карьеру.

### Смерть
Скончался 19 сентября 2023 года в возрасте 89 лет.